# 升州 (交阯)
升州，是明代交阯承宣布政使司下轄的一個州，治所可能在今越南廣南省境內，領黎江縣、都和縣、安備縣三縣。

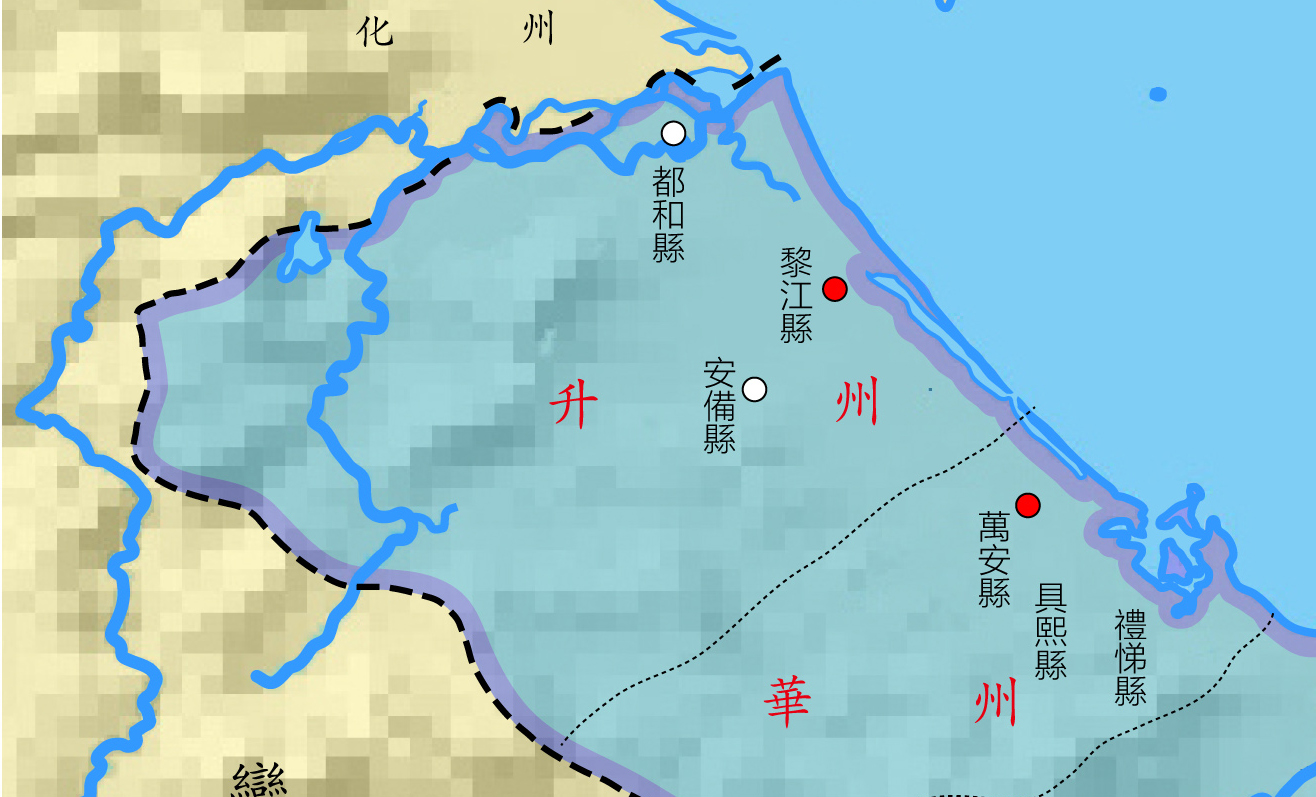
升華府地區之升州。

## 沿革
- 永樂十二年（1414年）三月庚子，設交阯升、華、思、義四州，俱隸升華府，在化州以南統黎江等十一縣，原為黎季犛所取占城之地，授降人阮蕘為升州知州，胡交為升州同知[4]。
- 永樂十三年（1415年）夏四月壬申，定升華府四州所隸縣，升州領黎江、都和、安備三縣[5][6]。